# Mikrometrické měřidlo

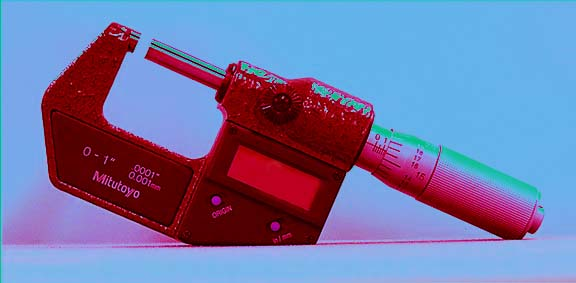
Mechanické mikrometrické měřidlo

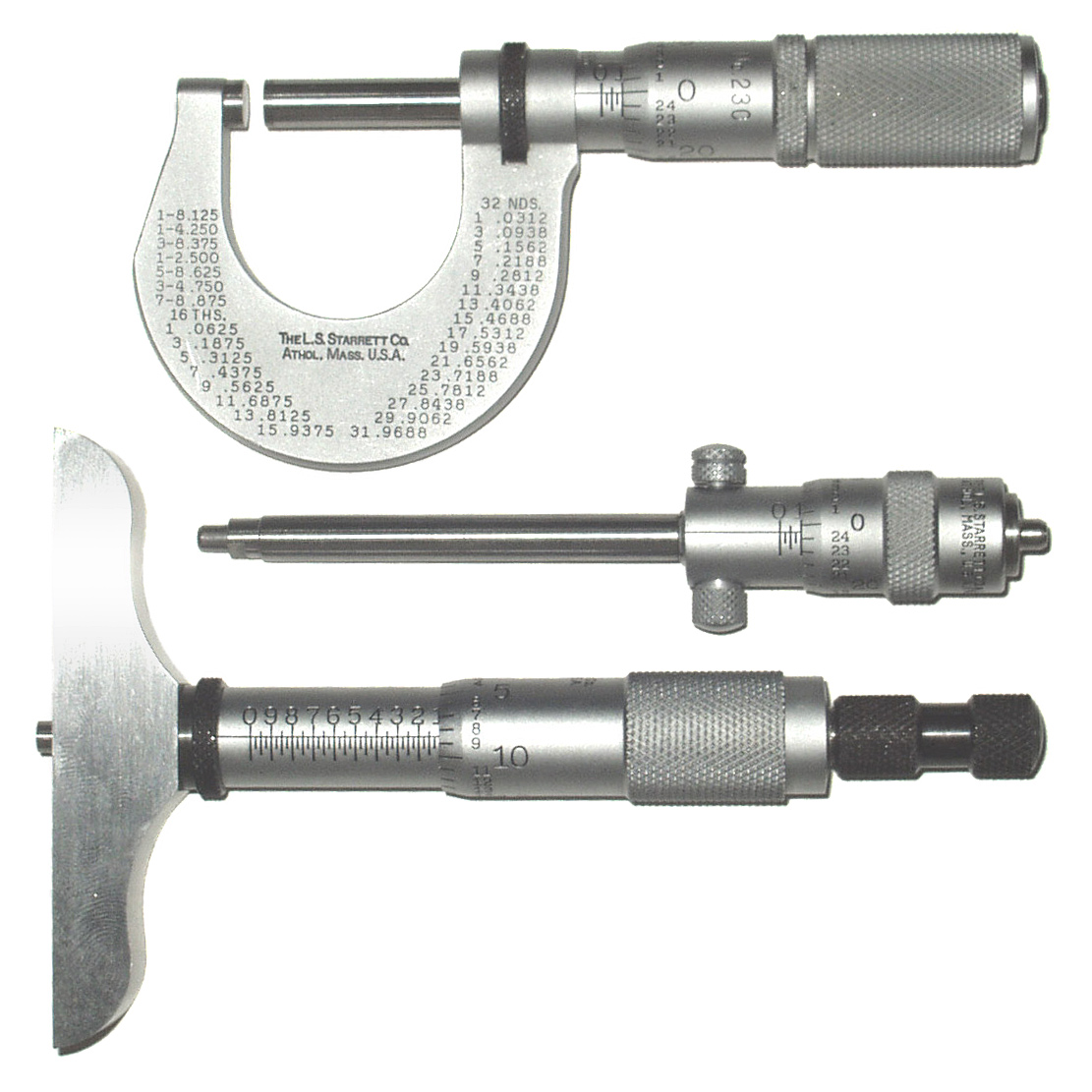
Vnější, vnitřní a hloubkový mikrometr

Mikrometrické měřidlo (též mikrometr) je jemný měřící přístroj určený pro přesné měření délek. Používá se zejména v průmyslu strojírenském. Mikrometry jsou konstruovány jak pro měření vnějších, tak i vnitřních rozměrů. Jsou zpravidla odstupňovány pro měření po 25 mm. Přesnost měření mikrometrů je různá, nejčastěji po 0,01 mm. Přesnější se používají v laboratorních podmínkách.